# Michael Redgrave
Sir Michael Scudamore Redgrave (n. 20 martie 1908 - d. 21 martie 1985) a fost un actor de film și teatru, scriitor și dramaturg de origine engleză.
Redgrave a jucat alături de actrița Margaret Lockwood  în filmul din 1939 Sub stele.

## Filmografie

### Film
- 1938 Femeia dispărută (The Lady Vanishes), regia Alfred Hitchcock : Gilbert
- 1938 Climbing High, regia Carol Reed : Nicky Brooke
- 1939 Viață furată (Stolen Life), regia Paul Czinner : Alan MacKenzie
- 1940 A Window in London, regia Herbert Mason : Peter
- 1940 Sub stele (The Stars Look Down), regia Carol Reed, rol : Davey Fenwick
- 1941 Atlantic Ferry, regia Walter Forde : Charles MacIver
- 1941 Kipps, regia Carol Reed : Kipps
- 1941 Jeannie, regia Harold French : Stanley Smith
- 1942 The Big Blockade, regia Charles Frend : Rus
- 1942 Thunder Rock, regia Roy Boulting : David Charleston
- 1945 Drumul spre stele (The Way to the Stars), regia Anthony Asquith : David Archdale
- 1945 La miezul nopții (Dead of Night), regia Alberto Cavalcanti : Maxwell Frere
- 1946 Inimă captivă (The Captive Heart), regia Basil Dearden : Captain Karel Hasek
- 1946 The Years Between, regia Compton Bennett : Michael Wentworth
- 1947 The Man Within, regia Bernard Knowles : Richard Carlyon
- 1947 Imboldul celebrității (Fame Is the Spur), regia Roy Boulting : Hamer Radshaw
- 1947 Mourning Becomes Electra, regia Dudley Nichols : Orin Mannon
- 1948 Secret Beyond the Door..., regia Fritz Lang : Mark Lamphere

- 1951 Suflete împietrite (The Browning Version), regia Anthony Asquith : Andrew Crocker-Harris
- 1951 Cutia magică (The Magic Box), regia John Boulting : Mr Lege
- 1952 Ce înseamnă să fii Onest (The Importance of Being Earnest), regia Anthony Asquith : Ernst Worthing
- 1954 The Green Scarf, regia George More O'Ferrall : Maitre Deliot
- 1954 The Sea Shall Not Have Them, regia Lewis Gilbert : Air Commodore Waltby
- 1955 Noaptea în care mi-a sunat ceasul (The Night My Number Came Up), regia Leslie Norman : Air Marshal Hardie
- 1955 Mister Arkadin (Confidential Report), regia Orson Welles : Burgomil Trebitsch
- 1955 Distrugătorii de baraje (The Dam Busters), regia Michael Anderson : Doctor B. N. Wallis
- 1955 Oh... Rosalinda!!, regia Michael Powell și Emeric Pressburger : Colonel Eisenstein
- 1956 1984, regia Michael Anderson : O'Connor
- 1957 Timp necruțător (Time Without Pity), regia Joseph Losey : David Graham
- 1957 The Happy Road, regia Gene Kelly : General Medworth
- 1958 Behind the Mask, regia Brian Desmond Hurst : Sir Arthur Benson Gray
- 1958 Americanul liniștit (The Quiet American), regia Joseph L. Mankiewicz : Thomas Fowler
- 1958 Legea și dezordinea (Law and Disorder), regia Michael Crichton : Percy Brand
- 1959 Misterul vasului Mary Deare (The Wreck of the Mary Deare), regia Michael Anderson : Mr Nyland
- 1959 Shake Hands with the Devil, regia Michael Anderson :  General

- 1961 Inocenții (The Innocents), regia Jack Clayton : Unchi
- 1961 No My Darling Daughter, regia Ralph Thomas : Sir Matthew Carr
- 1962 Singurătatea alergătorului de cursă lungă (The Loneliness of the Long Distance Runner), regia Tony Richardson : Ruxton Towers Reformatory Governor
- 1963 Unchiul Vanea (Uncle Vanya), regia Stuart Burge : Unchiul Vanea
- 1965 Colina (The Hill), regia Sidney Lumet : The Medical Officer
- 1965 Eroii de la Telemark (The Heroes Of Telemark), regia Anthony Mann : Unchi
- 1965 Young Cassidy, regia Jack Cardiff : W.B. Yeats
- 1966 Alice în Țara Minunilor : Caterpillar
- 1967 A 25-a oră (La Vingt-cinquième heure), regia Henri Verneuil : avocatul apărării
- 1968 Heidi : bunicul (Film TV)
- 1968 Assignment K, regia Val Guest : Harris
- 1969 Vai, ce război drăgălaș! (Oh, What a Lovely War), regia Richard Attenborough : General Sir Henry Wilson
- 1969 Bătălia pentru Anglia (Battle of Britain), regia Guy Hamilton : Air Vice Marshal Evill
- 1969 Adio, domnule Chips! (Goodbye, Mr. Chips), regia Herbert Ross : directorul
- 1969 David Copperfield : Dan Peggotty (Film TV)

- 1970 Goodbye Gemini, regia Alan Gibson : James Harrington-Smith
- 1970 Camere de legătură (Connecting Rooms), regia Franklin Gollings : James Wallraven
- 1971 Mesagerul (The Go-Between), regia Joseph Losey : Leo Colston
- 1971 Colind de Crăciun : narator (voce)
- 1971 Nicolae și Alexandra (Nicholas and Alexandra), regia Franklin J. Schaffner : Sazonov
- 1972 The Last Target : Erik Fritsch (scurtmetraj)
- 1975 Poemul unui bătrân marinar (Rime of the Ancient Mariner), regia Raul de Silva : The Ancient Mariner (narator)

## Apariții la radio
| An   | Program                  | Episod/sursă       |
| ---- | ------------------------ | ------------------ |
| 1952 | Theatre Guild on the Air | The Unguarded Hour |
| 1953 | Theatre Guild on the Air | Jane               |

## Teatru
| An      | Titlu                    | Rol                    | Regizor          | Dramaturg                               | Teatru                            |
| ------- | ------------------------ | ---------------------- | ---------------- | --------------------------------------- | --------------------------------- |
| 1936    | Love's Labours Lost      | Ferdinand              |                  | William Shakespeare                     | Old Vic Theatre, London           |
| 1936-37 | The Witch of Edmonton    | Warbeck                | Saint Denis      | Thomas Dekker                           | Old Vic Theatre, London           |
| 1936-37 | As You Like It           | Orlando                | Ejme Church      | William Shakespeare                     | Old Vic Theatre, London           |
| 1936-37 | The Country Wife         | Mr Horner              | Tyrone Gathrie   | William Wycherley                       | Old Vic Theatre, London           |
| 1937    | The Bat                  | Anderson               |                  | Mary Roberts Rinehart and Avery Hopwood | Embassy Theatre                   |
| 1937    | A Ship Comes Home        | Christopher Drew       |                  | Daisy Fisher                            | St Martins Theatre                |
| 1938    | The White Guard          | Alexi Turbin           |                  | Mikhail Bulgakov                        | Phoenix Theatre                   |
| 1938    | Twelfth Night            | Sir Andrew Agnechek    |                  | William Shakespeare                     | Phoenix Theatre                   |
| 1939    | The Family Reunion       | Harry, Lord Monchesney |                  | T. S. Eliot                             | Westminster Theatre               |
| 1940    | The Beggar's Opera       | Captain Macheath       |                  | John Gay                                | Theatre Royal, Haymarket          |
| 1943    | A Month in the Country   | Rakitin                |                  | Ivan Turgenev                           | St James' Theatre                 |
| 1947    | Macbeth                  | Macbeth                |                  | William Shakespeare                     | Aldwych Theatre                   |
| 1958    | A Touch of the Sun       | Philip Lester          |                  | N. C. Hunter                            | Saville Theatre                   |
| 1959    | The Aspern Papers        | H.J                    |                  | Henry James                             | Queen's Theatre, London           |
| 1960    | The Tiger and the Horse  | Jack Dean              | Frith Banbury    | Robert Bolt                             | Queen's Theatre, London           |
| 1961    | The Complaisant Lover    | Victor Rhodes          |                  | Graham Greene                           | Ethel Barrymore Theatre, New York |
| 1962    | Out of Bounds            | Launcelot Dodd MA      |                  | Arthur Watkyn                           | Wyndham's Theatre                 |
| 1962-63 | Uncle Vanya              | Uncle Vanya            | Laurence Olivier | Anton Chekhov                           | Chichester Festival Theatre       |
| 1963    | Hamlet                   | King Claudius          | Laurence Olivier | William Shakespeare                     | National Theatre                  |
| 1964    | Hobson's Choice          | Henry Horatio Hobson   |                  | Harold Brighouse                        | National Theatre                  |
| 1971    | The Old Boys             | Mr Jaraby              |                  | William Trevor                          | Mermaid Theatre                   |
| 1971    | A Voyage Round My Father | Father                 |                  | John Mortimer                           | Theatre Royal, Haymarket          |
| 1979    | Close of Play            | Jasper                 |                  | Simon Gray                              | National Theatre                  |

## Scrieri
Redgrave a scris cinci cărți:
- Water Music for a Botanist W. Heffer, Cambridge (1929) Poem
- The Actor's Ways and Means Heinemann (1953)
- Mask or Face: Reflections in an Actor's Mirror Heinemann (1958)
- The Mountebank's Tale Heinemann (1959)
- In My Mind's I: An Actor's Autobiography Viking (1983) ISBN 0-670-14233-6

Printre piesele sale de teatru se numără The Seventh Man șiCircus Boy, ambele jucate la Liverpool Playhouse în 1935, iar adaptarea sa pentru teatru a A Woman in Love (Amourese) la Embassy Theatre în 1949. Nuvele lui Henry James The Aspern Papers a fost adaptată și jucată la Queen's Theatre în 1959.